# Злотин, Григорий Борисович
Григорий Борисович Злотин (1923—1945) — Гвардии лейтенант Рабоче-крестьянской Красной Армии, участник Великой Отечественной войны, Герой Советского Союза (1945).

## Биография
Григорий Злотин родился 23 июня 1923 года в Орле. Окончил среднюю школу. В июле 1941 года Злотин был призван на службу в Рабоче-крестьянскую Красную Армию. В 1942 году он окончил пехотное училище. С сентября того же года — на фронтах Великой Отечественной войны. Принимал участие в боях на Сталинградском, Донском, Юго-Западном, 3-м Украинском, 1-м Белорусском фронтах. Участвовал в Сталинградской битве, Изюм-Барвенковской, Донбасской, Никопольско-Криворожской, Березнеговато-Снигирёвской, Одесской, Люблин-Брестской, Висло-Одерской операциях, пять раз был ранен. К августу 1944 года гвардии лейтенант Григорий Злотин командовал пулемётным взводом 170-го гвардейского стрелкового полка 57-й гвардейской стрелковой дивизии 4-го гвардейского стрелкового корпуса 8-й гвардейской армии 1-го Белорусского фронта. Отличился во время освобождения Польши.
1 августа 1944 года взвод Злотина переправился через Вислу в районе Магнушева и атаковал позиции противника. В бою взвод уничтожил 4 вражеских огневых точки и выбил немецкие войска и близлежащего населённого пункта, уничтожив около взвода пехоты. Злотин лично подбил гранатами немецкое самоходное орудие. В дальнейшем взвод участвовал в боях на Магнушевском плацдарме. К февралю 1945 года Злотин уже командовал ротой. Участвовал в форсировании Одера и боях на плацдарме на его западном берегу. 12 февраля 1945 года Злотин погиб в бою. Похоронен в братской могиле в Райтвайне в 13 километрах к северу от Франкфурта-на-Одере.
Указом Президиума Верховного Совета СССР от 24 марта 1945 года за «образцовое выполнение боевых заданий командования на фронте борьбы с немецкими захватчиками и проявленные при этом отвагу и геройство» гвардии лейтенант Григорий Злотин посмертно был удостоен высокого звания Героя Советского Союза.
Был также награждён орденами Ленина, Отечественной войны 2-й степени и Красной Звезды.
В честь Злотина назван лицей № 4 в Орле.

## Награды и звания
- Герой Советского Союза. Указ Президиума Верховного Совета СССР от 24 марта 1945 года:
  - Орден Ленина,
  - Медаль «Золотая Звезда».
- Орден Отечественной войны II степени. Приказ командира 4 гвардейского стрелкового корпуса № 150/н от 11 марта 1945 года. Награждён посмертно.
- Орден Красной Звезды. Приказ командира 57 гвардейской стрелковой дивизии № 79/н от 10 декабря 1944 года[2].

## Семья
Племянник — заслуженный учитель Российской Федерации Яков Григорьевич Юдилевич (род. 1930), дефектолог и методист, автор работ по логопедии; внучатый племянник — пианист Яков Аронович Касман.